# Castanopsis philipensis
Castanopsis philipensis är en bokväxtart som först beskrevs av Francisco Manuel Blanco, och fick sitt nu gällande namn av António José Rodrigo Vidal. Castanopsis philipensis ingår i släktet Castanopsis och familjen bokväxter.
Artens utbredningsområde är Filippinerna. Inga underarter finns listade.